# Oreotrochilus adela
El colibrí de Cochabamba, picaflor andino castaño o picaflor colorado   (Oreotrochilus adela), es una especie de ave apodiforme de la familia Trochilidae (los colibríes) perteneciente al género Oreotrochilus. Es nativo de regiones andinas del centro oeste de América del Sur

## Distribución y hábitat
Se distribuye en Bolivia en los departamentos de Chuquisaca, Cochabamba, La Paz, Potosí y Tarija. También habita en el noroeste de Argentina en el extremo norte de la provincia de Jujuy, en la quebrada de Yavi, siempre a pocos kilómetros de la frontera con Bolivia.
Esta especie es considerada bien poco común en sus hábitats naturales: las áreas semiáridas o temporariamente húmedas con arbustos mesófilos dispersos; a menudo en quebradas con árboles de queñoa (Polylepis) y Prosopis ferox con muchas lorantáceas parásitas (Tristerix) y enmarañados de Barnadesia. También puede ser encontrada en ambientes degradados, como jardines y áreas rurales, con arbustos Dodonea, pero desde que haya algunos cactus columnares y arbustos más altos presentes. En altitudes entre 2600 y 4000 m.

## Estado de conservación
El colibrí de Cochabamba había sido calificado como «casi amenazado» por la Unión Internacional para la Conservación de la Naturaleza (IUCN) principalmente debido a su restringida zona de distribución y su población presumiblemente en decadencia; sin embargo en el año 2021 fue re-calificada como «preocupación menor» y su población estimada entre 2500 y 10 000 individuos maduros, todavía considerada en decadencia.

## Descripción
Mide en promedio 10 cm de longitud. El pico es algo curvo, de 25 mm, adaptado para la absorción de néctar y para la captura de insectos. Todo el dorso es de color pardo oliváceo. Presenta dimorfismo sexual. El macho muestra la garganta de color verde, bordeada por una línea inferior de color negro. Todo el resto ventral es rufo, el que es más intenso en los flancos. La hembra en cambio tiene la garganta blanca con puntos negros. El resto ventral es rufo ahumado, pero es de color blanco una banda central abdominal y el borde apical de la cola, la que en ambos sexos es furcada.

## Comportamiento
Entre las especies de las que extrae néctar se encuentran las flores del cactus cabeza de viejo (Oreocereus celsianus), del que también extrae las pilosidades blancas para utilizarlas en el tapizado de su nido.

## Sistemática

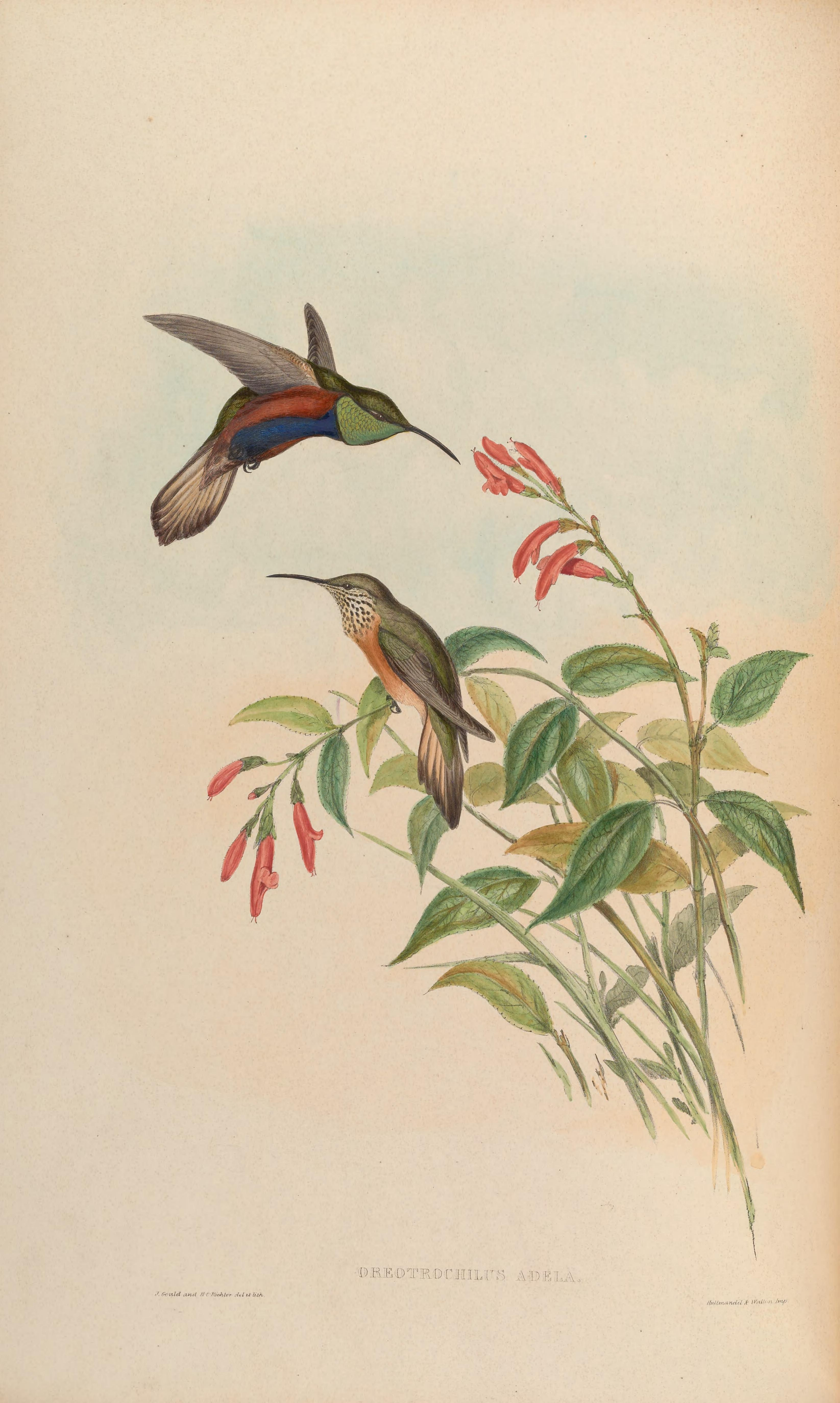
Oreotrochilus adela ilustración de Gould y Richter en A monograph of the Trochilidae, or family of humming-birds 2, 1861.

### Descripción original
La especie O. adela fue descrita por primera vez por el naturalista francés Alcide d'Orbigny en 1838 bajo el nombre científico Trochilus adela; su localidad tipo es: «Chuquisaca, Bolivia».

### Etimología
El nombre genérico masculino «Oreotrochilus» es una combinación de la palabra del griego «oros» que significa ‘montaña’, y del género Trochilus, denominación genérica inicial de los colibríes; y el nombre de la especie «adela» se desconoce el origen.  Probablemente es una dedicación a Adélaïde Catherine Leroy (1792-1866), suegra del descritor.

### Taxonomía
Es monotípica.